# Proposition d'unité fédérale croate en Bosnie-Herzégovine

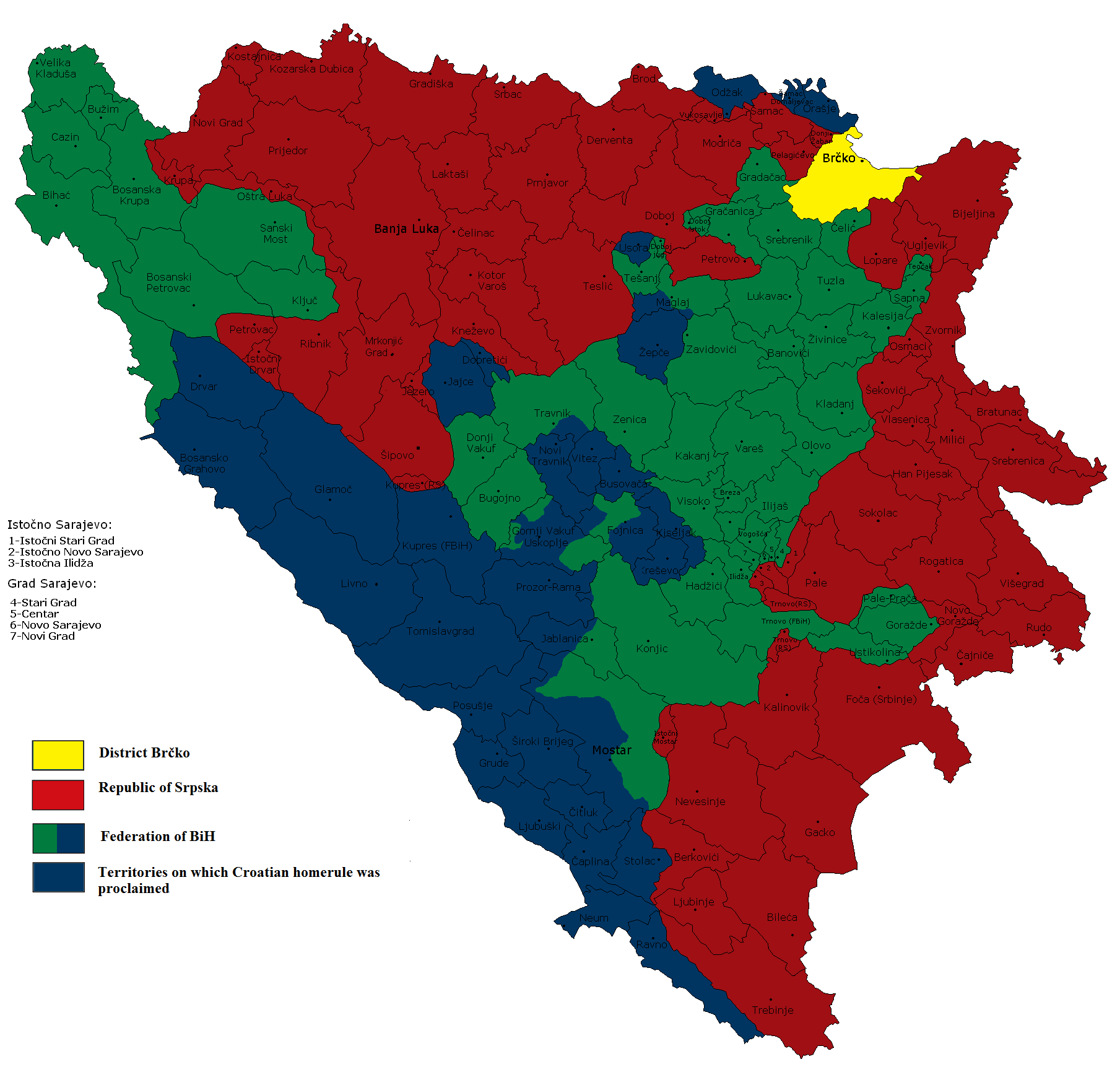
Subdivision croate proposée de la Bosnie-Herzégovine en 2001 (en bleu).

 (juin 2023).
La mise en forme du texte ne suit pas les recommandations de Wikipédia : il faut le « wikifier ».
Les points d'amélioration suivants sont les cas les plus fréquents. Le détail des points à revoir est peut-être précisé sur la page de discussion.
- Les titres sont pré-formatés par le logiciel. Ils ne sont ni en capitales, ni en gras.
- Le texte ne doit pas être écrit en capitales (les noms de famille non plus), ni en gras, ni en italique, ni en « petit »…
- Le gras n'est utilisé que pour surligner le titre de l'article dans l'introduction, une seule fois.
- L'italique est rarement utilisé : mots en langue étrangère, titres d'œuvres, noms de bateaux, etc.
- Les citations ne sont pas en italique mais en corps de texte normal. Elles sont entourées par des guillemets français : « et ».
- Les listes à puces sont à éviter, des paragraphes rédigés étant largement préférés. Les tableaux sont à réserver à la présentation de données structurées (résultats, etc.).
- Les appels de note de bas de page (petits chiffres en exposant, introduits par l'outil «  Source ») sont à placer entre la fin de phrase et le point final[comme ça].
- Les liens internes (vers d'autres articles de Wikipédia) sont à choisir avec parcimonie. Créez des liens vers des articles approfondissant le sujet. Les termes génériques sans rapport avec le sujet sont à éviter, ainsi que les répétitions de liens vers un même terme.
- Les liens externes sont à placer uniquement dans une section « Liens externes », à la fin de l'article. Ces liens sont à choisir avec parcimonie suivant les règles définies. Si un lien sert de source à l'article, son insertion dans le texte est à faire par les notes de bas de page.
- La présentation des références doit suivre les conventions bibliographiques. Il est recommandé d'utiliser les modèles {{Ouvrage}}, {{Chapitre}}, {{Article}}, {{Lien web}} et/ou {{Bibliographie}}. Le mode d'édition visuel peut mettre en forme automatiquement les références.
- Insérer une infobox (cadre d'informations à droite) n'est pas obligatoire pour parachever la mise en page.

Pour une aide détaillée, merci de consulter Aide:Wikification.
Si vous pensez que ces points ont été résolus, vous pouvez retirer ce bandeau et améliorer la mise en forme d'un autre article.
L'unité fédérale croate en Bosnie-Herzégovine, ou entité croate, également connue de manière informelle sous le nom de « Troisième entité » ( serbo-croate : Hrvatska federalna jedinica, Hrvatski entitet, Treći entitet), est une proposition d'unité administrative en Bosnie-Herzégovine fondée sur le fédéralisme territorial et l'autodétermination ethnique. La proposition a été invoquée par plusieurs politologues, politiciens et partis politiques, dont l'Assemblée nationale croate (HDZ BiH, HDZ 1990 et HSS). Jusqu'à présent, il n'a pas été discuté au-delà du niveau de concept. Le pays étant divisé en deux entités, la Republika Srpska dominée par les Serbes et la Fédération à majorité bosniaque, les Croates, en tant que l'une des trois nations constitutives égales, ont proposé de créer une unité territoriale symétrique à majorité croate,,. Les partisans politiques d'une telle proposition soutiennent qu'elle garantirait l'égalité des Croates en empêchant le gerrymandering électoral et simplifierait l'impasse politique tout en démantelant une administration surchargée. Les opposants soutiennent que cela diviserait davantage le pays pour des raisons ethniques, violant ainsi les principes constitutionnels, placerait les non-Croates dans une position subordonnée et conduirait au séparatisme.

## Contexte

### Guerre de Bosnie et Herceg-Bosna
Pendant la guerre de Bosnie (1992-1995), les Croates de Bosnie ont fondé leur propre entité sous-nationale, Herceg-Bosna, qui fonctionnait de facto comme un mini-État, avec sa propre armée, sa propre police, son propre parlement, etc.

### Plans de paix

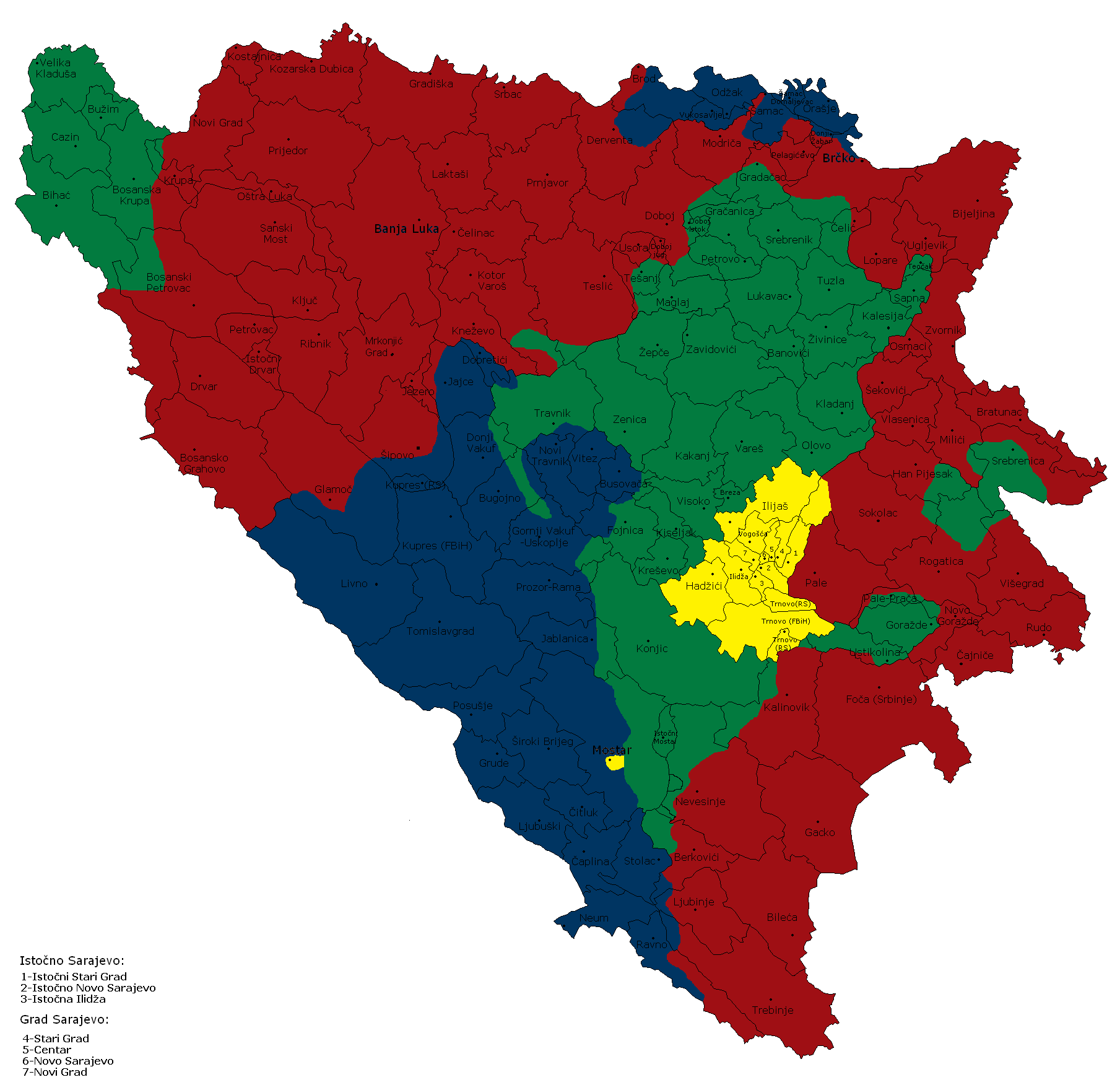
Plan Owen-Stoltenberg en temps de guerre

Pendant la guerre de Bosnie, des médiateurs et des émissaires internationaux ont proposé plusieurs plans de paix qui comprenaient la formation de trois unités fédérales en Bosnie-Herzégovine. En 1992, le diplomate de la CEE José Cutileiro a esquissé une proposition dans laquelle il déclarait que les trois unités constituantes seraient « basées sur des principes nationaux et tiendraient compte de critères économiques, géographiques et autres ». Fin juillet 1993, les représentants des trois factions belligérantes de Bosnie-Herzégovine ont entamé un nouveau cycle de négociations. Le 20 août, les médiateurs de l'ONU, Thorvald Stoltenberg et David Owen, ont dévoilé une carte qui organiserait la Bosnie en trois mini-États ethniques. Les forces serbes de Bosnie recevraient 52 % du territoire de la Bosnie-Herzégovine, les musulmans 30 % et les Croates de Bosnie 18 %. Sarajevo et Mostar seraient des districts n'appartenant à aucun des trois États. Le 29 août 1993, le camp bosniaque rejette le plan.

### Structure (con)fédérale
En 1994, en vertu de l'accord de Washington, les Croates ont uni leur territoire, Herceg-Bosna, aux zones contrôlées par le gouvernement bosniaque (la république de Bosnie-Herzégovine) pour créer une entité infranationale, la fédération de Bosnie-et-Herzégovine (FBiH) avec des institutions communes. Les accords de Dayton de 1995 qui ont mis fin à la guerre ont laissé le pays divisé en deux entités politiques, la Republika Srpska dominée et contrôlée par les Serbes et la Fédération bosno-croate. La FBiH a ensuite été divisée en 10 cantons autonomes pour garantir l'égalité. Le gouvernement de la FBiH et un Parlement bicaméral étaient censés garantir le partage du pouvoir et une représentation égale aux Croates les moins nombreux. Déjà en 1999, les Croates manifestaient un certain mécontentement à l'égard de cette situation, parallèlement aux appels à la création d'une unité fédérale à majorité croate, mais le membre croate de la présidence de l'État l'a rejetée et a appelé au renforcement du principe de l'égalité des trois communautés et de l'autonomie cantonale.

### Fédération

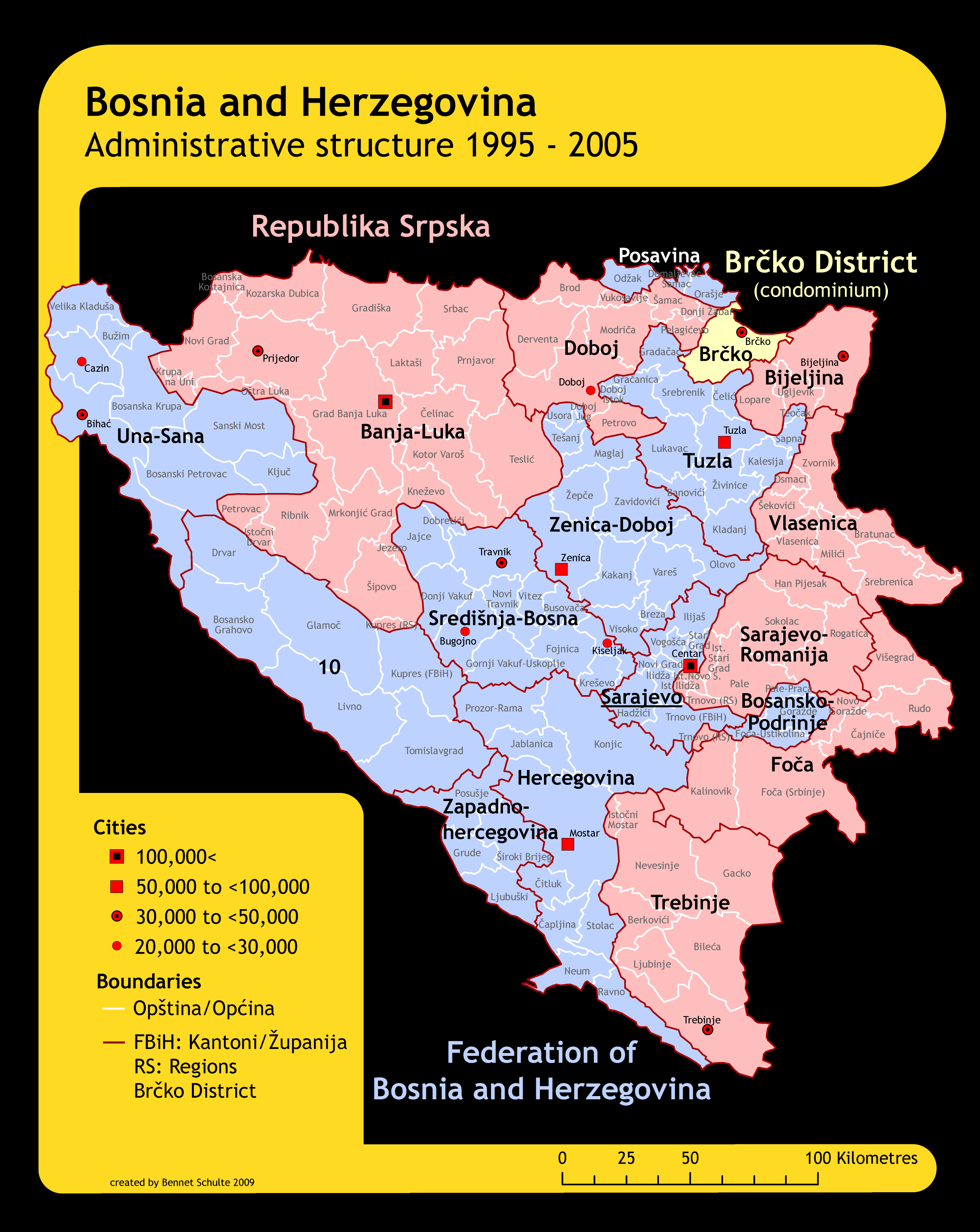
Division administrative de la Bosnie-Herzégovine.

En 2001, le Bureau du haut représentant (OHR) du pays a imposé des amendements à la constitution de la Fédération et à sa loi électorale, compliquant sa structure et portant atteinte à la parité entre Bosniaques et Croates qui était jusqu'alors en vigueur dans la Fédération. Étant donné que les Bosniaques représentent environ 70,4 % de la population de la FBiH, les Croates 22,4 % et les Serbes à peine 2 %, le parlement de la Chambre des peuples de la fédération de Bosnie-Herzégovine (avec une représentation égale des nationalités) est censée veiller à ce que les intérêts des Croates, des Serbes et des minorités nationales soient équitablement représentés lors de la création du gouvernement et dans le processus législatif. Cependant, depuis 2001-2002 et les amendements à la constitution et aux lois électorales imposés par l'étranger, les Croates prétendent que le système électoral des députés à la Chambre des peuples est truqué, les privant de leur droit à la représentation et permettant en fait aux Bosniaques de contrôler également la majorité à la chambre haute. En effet, après 2002, les députés de chaque nation à la Chambre des peuples sont élus par 10 assemblées cantonales, dont la majorité (6) est contrôlée par des politiciens bosniaques. Cela a démantelé les freins et contrepoids que les Croates et les Serbes de la Fédération avaient sur la législature fédérale ainsi que sur l'exécutif, en particulier la construction du gouvernement. En 2010-2014, le gouvernement de la Fédération a été formé et le président de la Fédération a été nommé sans le consentement des députés croates à la Chambre des peuples, recevant seulement 5 votes de confiance sur 17. En mars 2011, la Commission électorale centrale du pays a déclaré illégales la composition et les décisions de la Chambre des peuples, mais le haut représentant Valentin Inzko a suspendu la décision de la CEC. Après que le politicien croate bosniaque Božo Ljubić ait déposé un recours, en décembre 2016, la Cour constitutionnelle a déclaré inconstitutionnel le système d'élection des députés à la Chambre des peuples et a abrogé les règles controversées.
En 2005, le membre croate de la présidence tripartite du pays, Ivo Miro Jović, a déclaré : « Je ne veux pas faire de reproches aux Serbes de Bosnie, mais s'ils ont une république serbe, alors nous devrions également créer une république croate et une république bosniaque (musulmane) ». Le représentant croate à la présidence fédérale bosniaque, Željko Komšić, s'y est opposé, mais certains politiciens croates bosniaques ont plaidé pour la création d'une troisième entité (croate).
Une autre question que les Croates ont soulevée est l'élection d'un membre croate à la présidence du pays. À savoir, chaque citoyen de la Fédération peut décider de voter pour un représentant bosniaque ou croate. Cependant, étant donné que les Bosniaques représentent 70 % de la population de la Fédération et les Croates seulement 22 %, un candidat qui se présente pour représenter les Croates à la présidence peut être effectivement élu même sans majorité au sein de la communauté croate - si suffisamment d'électeurs bosniaques décident de voter sur un bulletin de vote croate. . Cela s'est produit en 2006 et en 2010, lorsqu'un Croate de souche, Željko Komšić, soutenu par le Parti social-démocrate multiethnique, a remporté les élections avec très peu de voix croates,. En 2010, il n'a pas gagné dans une seule municipalité à majorité ou pluralité croate ; presque tous sont allés à Borjana Krišto. La majeure partie des votes reçus par Komšić provenait de régions à prédominance bosniaque et il s'en sortait assez mal dans les municipalités croates, soutenu par moins de 2,5 % de l'électorat dans un certain nombre de municipalités d'Herzégovine occidentale, telles que Široki Brijeg, Ljubuški (0,8 %), Čitluk, Posušje et Tomislavgrad, tout en ne pouvant gagner même pas 10 % dans un certain nombre d'autres. En outre, la population croate totale dans l'ensemble de la fédération de Bosnie-Herzégovine était alors estimée à environ 495 000 ; Komšić a reçu 336 961 voix à lui seul, tandis que tous les autres candidats croates ont remporté 230 000 voix au total. Les Croates de Bosnie-Herzégovine le considèrent comme un représentant illégitime et le traitent généralement comme un deuxième membre bosnien de la présidence,,,. Cela a suscité de la frustration chez les Croates, sapé leur confiance dans les institutions fédérales et renforcé les revendications de leur propre entité ou d'une unité fédérale. En plus de cela, deux représentants de minorités ont fait appel à la Cour européenne des droits de l'homme car ils ne peuvent pas se présenter à la présidence de l'État en raison de leur origine ethnique (n'étant aucune des trois nations constitutives) et ont gagné l'affaire. L'Union européenne a demandé à la Bosnie-Herzégovine de mettre en œuvre la décision, nommée Sejdić-Finci, qui nécessiterait de modifier les lois électorales et peut-être la constitution.
Les partis politiques croates se plaignent également de l'absence d'un système de diffusion publique en croate, axé sur la communauté croate,, ainsi que du financement inégal que leurs institutions culturelles et éducatives reçoivent dans la Fédération. La plus grande ville à majorité croate, Mostar, avec une importante minorité bosniaque, est dans l'impasse depuis 2008 car les deux communautés ne parviennent pas à s'entendre sur les règles électorales pour les élections locales.
Insatisfaits de la représentation des Croates dans la Fédération, les partis politiques croates insistent pour créer une unité fédérale à majorité croate au lieu de plusieurs cantons. Le SDA et d'autres partis bosniaques s'y opposent fermement. En janvier 2017, l'Assemblée nationale croate a déclaré que « si la Bosnie-Herzégovine veut devenir autonome, il est nécessaire d'avoir une réorganisation administrative-territoriale, qui inclurait une unité fédérale à majorité croate. Cela reste l'aspiration permanente du peuple croate de Bosnie-Herzégovine ».

## Autonomie croate

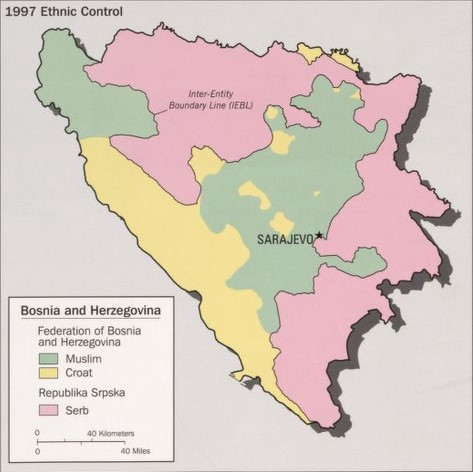
Parties de la Fédération contrôlées par les Croates et les Bosniaques en 1997.

En 2000, le Bureau du haut représentant dans le pays a imposé des amendements à la constitution de la Fédération et à sa loi électorale, qui ont compliqué sa structure et compromis la parité entre Bosniaques et Croates qui était en vigueur. Les politiciens croates mécontents ont créé une Assemblée nationale croate distincte, organisé un référendum parallèlement aux élections et proclamé l'unité fédérale croate dans les régions à majorité croate de la Fédération (autonomie croate, Hrvatska samouprava). La Fédération a été déclarée obsolète et les soldats croates de l'armée de la Fédération ainsi que les douaniers et policiers croates ont été invités à prêter allégeance.
L'autonomie croate était censée être une solution temporaire jusqu'à ce que les amendements controversés et les règles électorales soient annulés. La tentative a pris fin peu de temps après une répression de la SFOR et des poursuites judiciaires.

## Depuis 2001
Depuis 2001, divers politiciens et partis croates de différents cycles électoraux ont proposé de créer une unité fédérale à majorité croate. Parfois, il est proposé comme une unité fédérale au sein de la Fédération croato-bosniaque, tandis que d'autres ont proposé de démanteler la Fédération en deux entités distinctes, respectivement à majorité croate et bosniaque, et de se retrouver ainsi avec trois entités au niveau national (la troisième étant l'actuelle Republika Srpska). L'une des rares propositions de réforme élaborées appelant à la création d'une unité fédérale croate au sein de la Fédération a été esquissée avant les élections générales de 2014 par un petit parti croate d'Herzégovine occidentale, le Parti républicain croate. Selon le CRP, l'unité fédérale à majorité croate assumerait les pouvoirs et compétences actuellement détenus par les cantons de la Fédération. La Fédération continuerait d'exister en tant que fédération d'un canton à majorité croate et d'un canton à majorité bosniaque, avec quelques districts partagés mutuellement. Le Parlement bicaméral de la Fédération serait conservé; les députés de la Chambre des peuples seraient élus dans les assemblées de canton et de district par les membres de l'assemblée des nations respectives, proportionnellement à leur part dans la population des cantons.
Les principaux partis croates (HDZ BiH, HDZ 1990 et HSS), réunis au sein de l'Assemblée nationale croate, n'ont jusqu'à présent rien proposé de plus qu'un simple concept. Dragan Čović, président de l'un des principaux partis croates de Bosnie, l'Union démocratique croate de Bosnie-et-Herzégovine, a déclaré que « tous les partis croates proposeront que la Bosnie-Herzégovine soit divisée en trois entités ethniques, avec Sarajevo comme district distinct. Les politiciens croates doivent être les initiateurs d'une nouvelle constitution qui garantirait aux Croates les mêmes droits qu'aux autres peuples constitutifs. Chaque unité fédérale aurait ses organes législatif, exécutif et judiciaire ». Il a affirmé que le système à deux entités est intenable et que les Croates ont été soumis à l'assimilation et privés des droits fondamentaux dans la fédération avec les Bosniaques.

En juillet 2014, l'International Crisis Group a publié un rapport Bosnia's Future, proposant entre autres de créer une entité croate et de réorganiser le pays en trois entités : 

« Il n'y a rien de mal en soi à créer une entité croate. Elle résoudrait de nombreux problèmes : il n'y aurait plus besoin de cantons et les relations entre l'État et l'entité, ainsi qu'entre l'entité et la municipalité, pourraient être cohérentes dans toute la Bosnie. Au lieu d'une fédération enchevêtrée d'entités et de peuples, le pays serait une fédération normale d'unités territoriales, un modèle dont les exemples européens sont nombreux et réussis. Les quotas ethniques pourraient être remplacés par une représentation régionale et la protection des droits de l'homme fondamentaux. »

— International Crisis Group
Le politologue du Macalester College et de l'université de Georgetown, Valentino Grbavac, a proposé la création d'une entité croate dans son livre de 2016 « Démocratie inégale » comme solution optimale. Il a proposé d'attribuer les mêmes pouvoirs que la Republika Srpska détient actuellement aux nouvelles entités croates et bosniaques, en modifiant éventuellement les frontières des municipalités pour mieux refléter la composition ethnique et en transformant Jajce en un district croato-bosniaque, comme Brčko aujourd'hui. L'entité croate « veillerait également au bien-être et à la protection des Croates dans d'autres entités », tout en introduisant « une protection juridique solide » et des « garanties des droits des autres nationalités » dans l'entité à majorité croate.
Dans son essai de décembre 2016 dans le Foreign Affairs, Timothy Less a soutenu que la politique étrangère américaine devrait accepter « la demande des Croates d'une troisième entité en Bosnie. À moyen terme, les États-Unis devraient permettre à [l'entité] de nouer des liens politiques et économiques étroits avec [la Croatie], par exemple en autorisant la double nationalité et en établissant des institutions partagées », car cela permettrait à la population de « satisfaire ses intérêts politiques les plus élémentaires ». David B. Kanin, professeur auxiliaire de relations internationales à l'université Johns Hopkins et ancien analyste principal du renseignement pour la CIA, a souligné en février 2017 que la politique unilatérale des politiciens bosniaques « justifie la demande des Croates pour leur propre entité ».

## Principes constitutionnels
La Cour constitutionnelle de Bosnie-Herzégovine, dans sa décision sur la circonscription des peuples, a statué que :

« La délimitation territoriale [des entités] ne doit pas servir d'instrument de ségrégation ethnique - au contraire - elle doit tenir compte des groupes ethniques en préservant le pluralisme linguistique et la paix afin de contribuer à l'intégration de l'État et de la société en tant que tels [... Le principe constitutionnel de l'égalité collective des peuples constitutifs, découlant de la désignation des Bosniaques, des Croates et des Serbes en tant que peuples constitutifs, interdit tout privilège spécial pour un ou deux peuples constitutifs, toute domination dans les structures gouvernementales et toute homogénéisation ethnique par une ségrégation fondée sur la séparation territoriale [...]. ...] Malgré la division territoriale de la BiH par l'établissement des deux Entités, cette division territoriale ne peut servir de légitimité constitutionnelle à la domination ethnique, à l'homogénéisation nationale ou au droit de maintenir les résultats du nettoyage ethnique. [...] La désignation des Bosniaques, des Croates et des Serbes comme peuples constitutifs dans le préambule de la Constitution de Bosnie-et-Herzégovine doit être comprise comme un principe global de la Constitution de Bosnie-et-Herzégovine auquel les Entités doivent adhérer pleinement... »

## Territoire

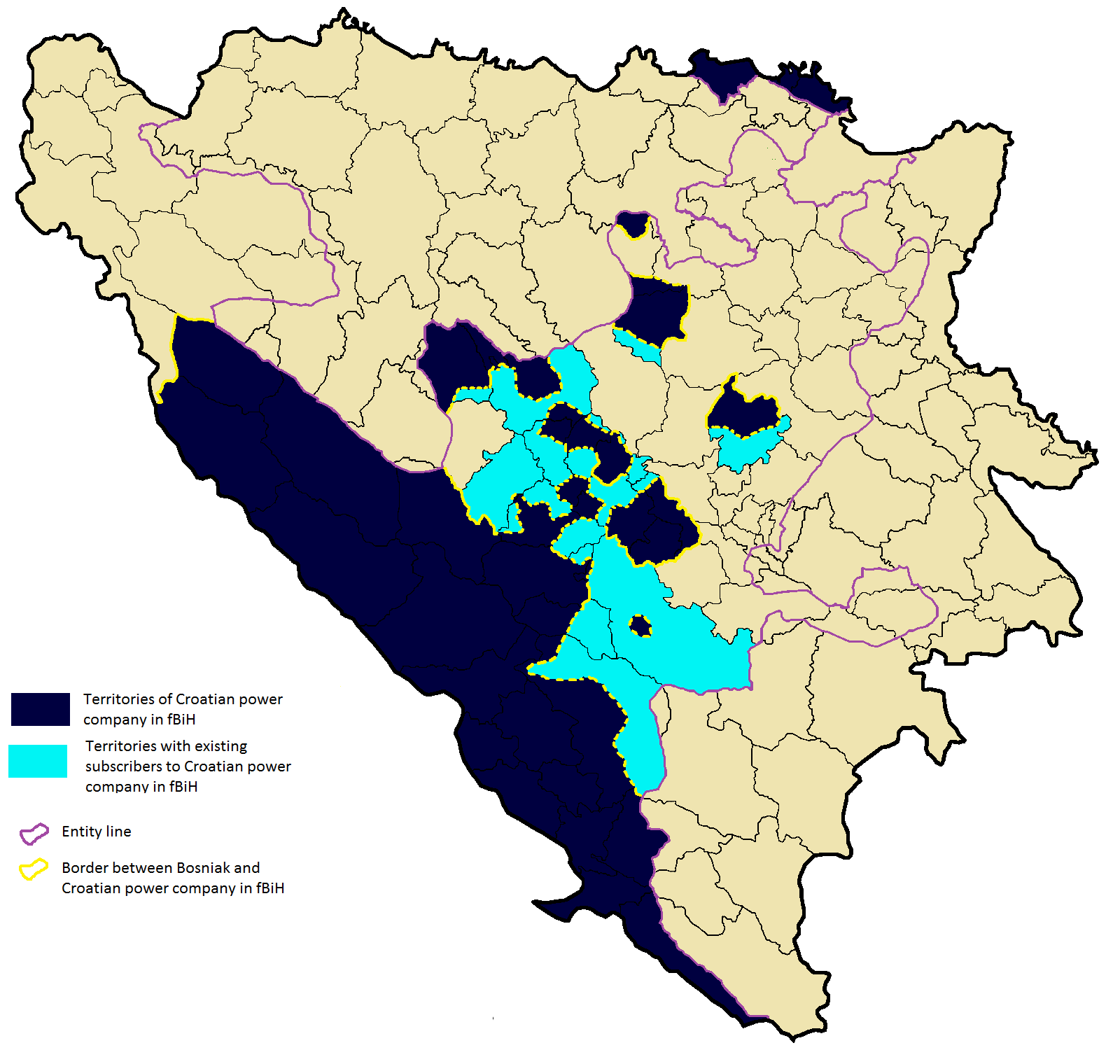
La zone d'exploitation de la société de services publics de la communauté croate d'Herceg-Bosna, « Elektroprivreda HZ HB », correspondant à peu près à la zone de contrôle politique et institutionnel d'Herceg-Bosna en 1995-7, a été proposée par International Crisis Group et le Parti paysan croate comme la zone provisoire de l'entité croate.

On ne sait pas exactement quel territoire l'unité fédérale croate engloberait. On suppose généralement qu'il comprendrait des municipalités à majorité croate dans le pays, mais les critères n'ont pas été clairement définis (si la majorité des deux tiers, la majorité absolue ou la pluralité serait requise). Dans certaines municipalités, notamment en Bosnie centrale, les Croates disposent d'une petite majorité ( Vitez, 55 %) ou simplement de la pluralité ( Mostar 48,4 %, Busovača 49,5 %). La proposition de 2014 du CRP supposait qu'en Bosnie centrale, Vitez, Jajce, Busovača, Dobretići, Kiseljak, Kreševo et Novi Travnik, ainsi que la partie orientale à majorité croate de la municipalité de Fojnica feraient partie du canton croate, tandis que Gornji Vakuf-Uskoplje, Travnik, et Mostar seraient des quartiers de la copropriété bosniaque-croate . Cependant, cette proposition est intervenue avant la publication des résultats du recensement de 2013. Contrairement aux hypothèses précédemment retenues, celles-ci ont montré que Jajce et Novi Travnik n'avaient pas de majorité croate.
Dragan Čović, membre croate de la présidence de l'État, a affirmé en 2017 que l'entité croate engloberait « l'Herzégovine, la Posavina, Žepče et certaines parties de la Bosnie centrale ». Fin 2016, le cardinal catholique croate Vinko Puljić a déclaré qu'il pensait que l'entité croate devrait également inclure des parties du territoire de la Republika Srpska.
Certaines propositions universitaires, ainsi qu'une partie de la proposition de la CRP de 2014 (en ce qui concerne Fojnica) et, dans une certaine mesure, la zone proclamée d'autonomie croate en 2001, envisagent de modifier les frontières des municipalités dans les zones mixtes bosniaques-croates (Mostar, Bosnie centrale) afin d'y englober une plus grande proportion de Croates.
L'International Crisis Group a souligné que les vestiges de l'autonomie territoriale croate dans la Fédération existent sous la forme de la zone desservie par le service public d'électricité Elektroprivreda HZ HB, « qui couvre la plupart des zones d'habitation croate », Croatian Post Mostar, HT Mostar etc. Ce sont des zones qui étaient sous le contrôle d'Herceg-Bosna et du Conseil de défense croate (HVO) à la fin de 1995. En février 2017, le président du Parti paysan croate de Bosnie-Herzégovine, Mario Karamatić, a déclaré que le PPC exigerait le rétablissement de la république croate d'Herceg-Bosna sous sa forme de 1995 si la Republika Srpska faisait sécession. En ce qui concerne le territoire provisoire d'Herceg-Bosna, Karamatić a proposé la zone desservie par le service public d'électricité Elektroprivreda HZ HB.

## Démographie
En février 2017, le journal croate de Bosnie, Večernji list, a publié une proposition d'entité croate qui comprendrait toutes les municipalités à majorité ou pluralité croate (24 au total). Sur 497 883 Croates qui vivent en FBiH, 372 276 ou 75 % vivraient dans l'unité fédérale croate. Il aurait une population de 496 385, avec la répartition ethnique comme suit :
- 372 276 Croates (75 %)
- 111 821 Bosniaques (22,5 %)
- 9 200 Serbes (1.9 %)

Cela ferait de l'entité croate une version quasiment symétrique de la Fédération actuelle (70 % bosniaques, 22 % croates, 2 % serbes). Si seule la partie occidentale de la municipalité de Mostar, habitée par les Croates, était incluse dans l'entité, cela réduirait le nombre de Bosniaques dans l'entité croate d'environ 45 000 et porterait la majorité croate à 83 %. Si la municipalité de Gornji Vakuf-Uskoplje était divisée en municipalités à majorité croate et bosniaque pour être ajoutées à deux entités, respectivement, Večernji list affirme que jusqu'à 83 % des Croates de la Fédération se retrouveraient dans l'unité fédérale croate.

## Sondages
Part de la population croate ou de l'ensemble de la population qui pense que la création d'une troisième entité croate serait la meilleure solution pour la Bosnie-Herzégovine :
| Date           | Soutien                             | Sondeur                          |
| -------------- | ----------------------------------- | -------------------------------- |
| novembre 2016  | 5 % de la FBiH                      | IMPAQ International              |
| novembre 2015  | 9 % de la FBiH                      | IMPAQ International              |
| juin 2014      | 51 % des Croates                    | Institut national démocratique   |
| octobre 2013   | 53 % des Croates                    | Université de Mostar             |
| Mai 2013       | 37,7 % des Croates 7,7 % de la FBiH | Recherche prismatique (Sarajevo) |
| Début 2011     | 39 % des Croates                    | Fondation Friedrich Ebert        |
| novembre 2010  | 43 % des Croates,                   | Moniteur des Balkans Gallup      |
| Août 2010      | 53 % des Croates 9 % du pays        | Institut national démocratique   |
| octobre 2009   | 36 % des Croates 8 % du pays        | Institut national démocratique   |
| Septembre 2005 | 22 % Croates                        | Recherche prismatique (Sarajevo) |
| mai 2004       | 29 % Croates                        | Recherche prismatique (Sarajevo) |
| Début 2004     | 40 % Croates                        | Rapport d'alerte précoce, PNUD   |

## Sources
- Bevanda et al. : Mémorandum sur la position des Croates à Mostar à l'ambassade d'Espagne en Bosnie-Herzégovine, 17. rujna 2012.
- Grbavac, Valentino (2016. ) Démocratie inégale : position politique des Croates en Bosnie-Herzégovine, Institut za društveno-politička istraživanja (IDPI), Mostar
- Vukoja, Ivan et Milan Sitarski [ur.] (2016. ) Bosnie-Herzégovine : FÉDÉRALISME, ÉGALITÉ, DURABILITÉ, Institut za društveno-politička istraživanja (IDPI), Mostar
- International Crisis Group : L'avenir de la Bosnie, Europe Report N°232, 10 juillet 2014